# Compagnie Luxembourgeoise de Télédiffusion
Die Compagnie Luxembourgeoise de Télédiffusion (kurz CLT) war eine luxemburgische private Rundfunkanstalt und Eigentümer verschiedener europäischer privater Fernseh- und Radiosender und unter anderem Begründer des deutschsprachigen Radio Luxemburg und des deutschen privaten Fernsehsenders RTL.
Das Unternehmen wurde 1931 unter dem Namen Compagnie Luxembourgeoise de Radiodiffusion (CLR) für den Betrieb von Radiosendern gegründet, war 1950 Gründungsmitglied der Europäischen Rundfunkunion und bestand von 1954 bis 2000 unter dem späteren auf das Fernsehen angepassten Namen CLT. 1997 entstand durch Fusion mit der deutschen UFA Film & TV Produktion GmbH Hamburg die luxemburgische CLT-UFA, die schließlich 2000 durch Aufkauf und Fusion mit Pearson TV, der damaligen TV-Sparte der britischen Mediengruppe Pearson, zur heutigen RTL Group wurde.

## Geschichte

### Radio
Mit Hilfe französischer Investoren wurde das Unternehmen Compagnie Luxembourgeoise de Radiodiffusion am 30. Mai 1931 als eine der ersten privaten Rundfunkanstalten Europas gegründet. Zunächst wurde europaweit über Langwelle, ab 1938 auch über Kurzwelle ein Radioprogramm verbreitet. Dieses war seit 1950 auch über Mittelwelle und ab 1960 über UKW zu empfangen. Das über Jahre erfolgreiche deutschsprachige Radioprogramm Radio Luxemburg wurde 1957 gestartet.
Die Aktivitäten im Radiobereich wurden in den späten 1980er- und 1990er-Jahren kontinuierlich ausgebaut. So wurden u. a. das deutsche 104.6 RTL, RTL Baden-Württemberg gestartet und Radio Luxemburg in den Oldiesender RTL Radio umgewandelt. In Frankreich entstanden die Radioprogramme RTL, Fun Radio und im September 1991 M40, in Großbritannien Atlantic 252, in Belgien Radio Contact, in der ehemaligen Tschechoslowakei im Januar 1993 RTL Praha und für die Niederlande RTL 4 Radio.

### Fernsehen
Im Jahre 1954 erwarb man die exklusiven Nutzungsrechte für Fernsehen in Luxemburg. Infolgedessen wurde der Name in Compagnie Luxembourgeoise de Télédiffusion abgeändert. Dieses erste Fernsehprogramm der CLT namens RTL Télévision begann seinen Sendebetrieb im Jahre 1955 und sendete aus Luxemburg in französischer Sprache nach Südbelgien und Ostfrankreich. Mit RTL Hei elei wurde bereits 1969 die erste wöchentliche Fernsehsendung in luxemburgischer Sprache gestartet.
Seit den 1980er-Jahren engagiert sich die CLT im aufkommenden privaten Rundfunk in Mittel- und Nordeuropa. So wurde 1984 das erste deutsche CLT-Programm RTLplus (später einfach RTL) gestartet, das zunächst nur terrestrisch im Saarland zu empfangen war und heute zu den wichtigsten europäischen Medienunternehmen zählt.
Weitere Fernsehsender folgten, so 1987 das französische M6, im Oktober 1989 das niederländische RTL 4, 1993 das deutsche RTL II und das niederländische RTL 5. Des Weiteren wurden für Belgien RTL TVI und für Luxemburg RTL TV gegründet. Zusammen mit der Walt Disney Company entstand 1995 der deutsche Fernsehsender Super RTL – beide teilten sich die Gesellschafteranteile jeweils zur Hälfte. Es folgten 1995 RTL 7, und Beteiligungen am britischen Channel 5 und beim niederländischen Veronica.

Ehem. Logo von ENEX

Um, unter Ausnutzung der Weiterentwicklung der Satellitentechnik, mit weiteren privaten europäischen Fernsehanstalten den Nachrichtenaustausch zu organisieren, wurde 1993 die European News Exchange S. A. (kurz ENEX) unter dem Dach der CLT von RTL, RTL 2, RTL 4, RTL 5, M6, RTL TV und RTL TVI gegründet. Geschäftsführer war der ehemalige RTL-Moderator Nic Jakob.

### Presse
Schon in den 1980er-Jahren begann man Aktivitäten insbesondere im Printmedien-Bereich. Die CLT erwarb finanziell angeschlagene Zeitschriften und Verlage und ließ sie mit ihrer Unterstützung wiedererstarken. Beispiele sind das französische Gesundheitsmagazin Top Santé und das britische Top Sante Health & Beauty. Im Dezember 1990 wurde die CLT Anteilseigner bei der französischen Verlagsgesellschaft Calmann Lévy, das zu den bekanntesten Verlagshäusern in Frankreich zählte – aus diesem Hause stammte das auflagenstarke Magazin Télé Star.

### Film- und Fernsehproduktionen
Besonders in Europa und Nordamerika wurde die CLT bei Film- und Fernsehproduktionen aktiv. So beteiligte man sich beispielsweise bei der deutschen Produktionsgesellschaft Elf 99, dessen gleichnamige Sendung zunächst bei RTL, dann bei VOX ausgestrahlt wurde und Programmzulieferer für den MDR und dem ORB war.
In Frankreich hielt man eine Beteiligung bei der VCF, das Sitcoms und Unterhaltungssendungen für verschiedene Sendeanstalten herstellte. Beteiligt war man außerdem bei der US-amerikanischen Saban Entertainment.

## Eigentümer
Seit einem 1974 geschlossenen Pakt waren mit 31,55 Prozent in einer Holding, der Audiofina, die belgische Groupe Bruxelles Lambert (GBL) und die französische Werbegruppe HAVAS Hauptaktionäre. Zudem waren die FRATEL-Gruppe, die der Audiofina und der Bertelsmann-Gruppe gehörte, die französische Banque de Paris des Pays-Bas (Paribas), die luxemburgische Audiolux und das französische Versicherungsunternehmen Union des Assurances des Paris (UAP) Anteilseigner (Stand: Februar 1994).

## CLT-UFA
Im Jahre 1997 ging die Sendeanstalt CLT mit der traditionsreichen deutschen Produktionsgesellschaft Universum Film (UFA) ein Joint Venture unter der gebündelten Bezeichnung CLT-UFA ein, das zu gleichen Teilen Pargesa Holding SA und Bertelsmann gehörte. Der Konzern, dessen Hauptsitz weiterhin Luxemburg blieb, besaß zuletzt 22 Fernseh- und 18 Radiosender in Europa und war weiterhin im Produktionsgeschäft und im Rechtehandel tätig.
Seit Bestehen erhöhte CLT-UFA die Beteiligungsverhältnisse beim polnischen RTL 7, beim französischen M6 sowie RTL 9, beim britischen Channel 5 und beim deutschen Fernsehsender VOX. Zudem stieg sie 1999 bei Premiere aus, bei dem die CLT durch Bertelsmann indirekt beteiligt war.

## RTL Group
Durch die Fusion mit Pearson Television, einer konkurrierenden Produktionsfirma, die man Pearson PLC abkaufte, entstand im Jahre 2000 die internationale in Luxemburg ansässige RTL Group, von der die deutsche UFA GmbH als Tochtergesellschaft und Teil der Produktionssparte FremantleMedia bestehen blieb.